# Landelijk Coördinatiecentrum Reizigersadvisering
Het Landelijk Coördinatie Centrum Reizigersadvisering (LCR) is, sinds de oprichting in 1997, het centrale orgaan in Nederland dat zich bezighoudt met de preventie van ziekte bij reizigers, "de reizigersadvisering". Verder geeft het LCR de landelijke richtlijnen uit met betrekking tot vaccinaties en anti-malariamaatregelen. Het geeft deskundige adviezen aan medici en andere gezondheidszorgmedewerkers die met speciale vragen of problemen zitten op het gebied van vaccinaties en malaria. Het LCR adviseert ook de organisaties van reisbureaus en touroperators. De landelijke richtlijnen worden verspreid onder artsen en vaccinerende instellingen, zoals de GGD, Travel Clinics verbonden aan ziekenhuizen en commerciële vaccinatiebureaus.